# Dello
Dello (Dèl in dialetto bresciano) è un comune italiano di 5 659 abitanti della provincia di Brescia in Lombardia.

## Geografia fisica
Il territorio di Dello è interamente pianeggiante, a parte l'incisione rappresentata dal solco del Mella, con una lieve pendenza nella direzione da nord-ovest a sud-est che va dai 90 metri circa del confine nord-occidentale ai 73 circa di quello sud-orientale.
Esso misura 23,08 km² di superficie comprendendo quattro centri: Dello, il capoluogo, Corticelle Pieve, Quinzanello e Boldeniga, ai quali vanno aggiunti gli insediamenti sparsi o grossi cascinali di Colombare Comincini, Lombardo, Monache, San Rocco, Fenile Arici, Fenile Baldo, Fenile Villenuove, Muse, Fenile Bosco, senza contare le singole cascine minori.
Il solco del Mella ad est e la provinciale quinzanese in posizione centro-occidentale non assumono le funzioni di linee di demarcazione, salvo che per brevi tratti. Anche qualche corso d'acqua minore fa, e solo per piccole porzioni, da confine.
Storicamente il Mella non ha mai avuto quei caratteri di confine come l'Oglio, specie nel tratto meridionale. La sua funzione fu quella di unire più che di dividere. A dimostrazione di tale teoria, i centri di Castelmella, Dello, Corticelle, Offlaga e Manerbio hanno esteso il loro territorio anche sulla sponda sinistra.
Corticelle Pieve, che delle frazioni è la più legata al Mella, risulta uno di quei nuclei che si sono in antico collocati ai margini alti del pendio lievemente digradante verso il fiume e, unitamente a Movico, è proprio da considerarsi un esempio del sistema di piccoli insediamenti in rapporto dialogico tra sponda e sponda esistente lungo i fiumi bresciani.
La delimitazione dei confini dellesi è stata dunque di natura chiaramente antropica, in rapporto con le proprietà e i manufatti stabiliti o realizzati dall'intervento dell'uomo.

## Storia
Dello fu chiamato Hello nel XIII secolo ed Ellum nel XV.
Abitato dal basso Medioevo fu sede di una pieve cristiana, la quale viene dapprima dedicata all'Assunta e poi a San Macario. Una testimonianza di quell'epoca lontana è la chiesa di San Pietro, che possiede alcuni tratti romanici. Il monastero dei Santi Cosma e Damiano, al tempo dell'antica pieve, possedette molti beni nel territorio di Dello e diede l'avvio ad un importante lavoro di bonifica dei campi.
Testimonianze medioevali sono i resti dei borghi fortificati di Quinzanello, ancora in discreto stato all'inizio del XVII secolo, e di Dello, sulla cui traccia nell'Ottocento è stato costruito un palazzo di stile castellano.
Nel giugno 1452, l'esercito degli Sforza, in guerra con Venezia, si concentrò sul territorio dellese, mentre nell'autunno del 1521, a Dello passarono le truppe dell'esercito agli ordini della Spagna e del Papa. Sempre durante il XVI secolo, nella località di Boldeniga, fu elevata una torre a base quadrata, mentre nella seconda metà del secolo a Dello fu costruita la chiesa dei santi Giorgio e Rocco.
Nel 1610, secondo quanto è riportato nel Catastico bresciano di Giovanni da Lezze, Dello raccoglieva duecento famiglie per un totale di circa mille abitanti. Nello stesso periodo cento famiglie ne contava Corticelle, mentre Boldeniga ne aveva una ventina. I nobili presenti nella zona rispondevano al nome di Fenaroli, Prati e Requiliani, mentre le famiglie contadine (ovvero, proprietarie di terra da esse coltivata) si chiamavano Sandri e Ceruti. Il comune di Dello, a quel tempo, possedeva anche un mulino.
Nel XVII secolo sorse anche la chiesa di Corticelle, consacrata a San Giacomo, mentre è la parrocchiale di Dello fu elevata nel XVIII secolo. Anche le parrocchiali di Quinzanello e di Boldeniga furono costruite nel Settecento.

### Simboli
del lambello di rosso, sostenuto dalla fascia ristretta dello stesso, carica della scritta in caratteri maiuscoli d'oro bellianus fundus. Ornamenti esteriori da Comune.»
Il gonfalone è un drappo di azzurro.

## Monumenti e luoghi d'interesse
- Santuario della Pieve della Formigola, presso Corticelle Pieve.
- Santuario della Madonna della Spiga, presso Quinzanello.
- Chiesa di San Giorgio Martire, presso Dello. È affiancata da un campanile in cotto, che ospita 8 campane in tonalità di Do. La fabbrica è progettata da Antonio Corbellino e custodisce dipinti del Dusi, del Pittoni, del Cattaneo, del Mombello, del Carloni e di altri pittori.
- Chiesa di San Giacomo, presso Corticelle, contiene tracce di affreschi del Quattrocento ed opere del Trainini, del Ricchi, dello Scalvini e del Savanni.
- Chiesa di San Zenone, presso Boldeniga. Contiene uno sposalizio mistico di Santa Caterina che viene attribuito al Moretto.
- Castello di Dello.

## Società

### Evoluzione demografica
Abitanti censiti

### Lingue e dialetti
Nel territorio di Dello, accanto all'italiano, è parlata la lingua lombarda prevalentemente nella sua variante di dialetto bresciano.

## Cultura
Nel comune si svolgono durante l'anno numerose sagre e feste, la più famosa delle quali si svolge la quarta domenica di ottobre a Dello. La sagra del fungo chiodino, giunta oltre la ventesima edizione, conta ogni anno diverse migliaia di visitatori, provenienti prevalentemente dai comuni limitrofi. Durante la festa, che dura da venerdì a domenica, è possibile acquistare i chiodini presso lo stand centrale, oppure assaporarli con lo stufato nello stand gastronomico. Altre attrattive, oltre alle numerose bancarelle, sono la visita al Palazzo Baronio, sede per questa occasione di mostre, e lo spettacolo pirotecnico che chiude la sagra.

## Economia

### Agricoltura
Il territorio comunale è prevalentemente adibito alla coltivazione del granturco, intervallato da campi di foraggio utilizzati per alimentare i numerosi allevamenti di bovini nella zona.

### Industria
Due sono le industrie principali, attive a livello internazionale che hanno la loro sede a Dello: la Hayes Lemmerz,ditta specializzata nella produzione di cerchi in lega in alluminio tramite pressofusione, e la Rodel, azienda adibita al confezionamento di abiti di alta moda della stilista Cinzia Rocca. Alle due imprese, che contano alcune centinaia di dipendenti, se ne affiancano altre minori, concentrate prevalentemente nella zona industriale di Ponte Rosso

## Amministrazione
| Periodo        | Periodo        | Primo cittadino    | Partito                       | Carica  | Note   |
| -------------- | -------------- | ------------------ | ----------------------------- | ------- | ------ |
| 13 giugno 1990 | 14 giugno 2004 | Giacomo Quadrini   | DC poi lista civica (L'Ulivo) | Sindaco |        |
| 14 giugno 2004 | 8 giugno 2009  | Giovanni Pigolotti | lista civica (L'Ulivo)        | Sindaco | [ 11 ] |
| 8 giugno 2009  | 27 maggio 2019 | Ettore Monaco      | Lega Nord                     | Sindaco | [ 12 ] |
| 27 maggio 2019 | in carica      | Riccardo Canini    | lista civica (PD)             | Sindaco |        |